# 八戸市立西白山台小学校
八戸市立西白山台小学校（はちのへしりつ にしはくさんだいしょうがっこう）は、青森県八戸市西白山台4丁目にある公立小学校。

## 概要
- 八戸市立白山台小学校の学区内の人口増加により、児童数が増加し、既存施設では対応できなくなったため、新設された。
- なお、本校は、青森県内で新設された小学校（統合による場合を除く）としては、1996年（平成8年）4月に開校した白山台小学校以来21年ぶりとなる[1]。

## 沿革
- 2017年（平成29年）
  - 4月1日 - 開校。
  - 4月6日 - 開校式挙行。
  - 4月7日 - 第1回始業式と第1回入学式挙行。
  - 8月21日 - 校歌制定。
  - 10月13日 - 校舎落成記念式典挙行。同日、校歌が披露された。
- 2018年（平成30年）
  - 3月16日 - 第1回卒業式挙行。
  - 3月26日 - 第1回修了式挙行。

## アクセス
- 路線バス「八戸ニュータウン」バス停から徒歩約255m・約4分、「西白山台」バス停から徒歩約325m・約5分。
- 学校周辺には鉄道駅は無く、東日本旅客鉄道（JR東日本）八戸線本八戸駅まで車で約8.2km・約12分。

## 周辺
- 八戸自動車道
- 薬王堂八戸ニュータウン店
- 認定こども園みどりのかぜエデュカーレ
- 認定こども園みどりのかぜ北ウイング
- 八戸市立白山台中学校